# Aniulus hopius
Aniulus hopius är en mångfotingart som beskrevs av Chamberlin 1941. Aniulus hopius ingår i släktet Aniulus och familjen Parajulidae. Inga underarter finns listade i Catalogue of Life.